# Brussels Cycling Classic 2022
La Brussels Cycling Classic 2022, centoduesima edizione della corsa e valevole come ventiseiesima prova dell'UCI ProSeries 2022 categoria 1.Pro, si svolse il 5 giugno 2022 per un percorso di 203,9 km, con partenza e arrivo a Bruxelles, in Belgio. La vittoria fu appannaggio dell'olandese Taco van der Hoorn, che completò il percorso in 4h45'03", alla media di 42,919 km/h, precedendo il belga Thimo Willems e l'austriaco Tobias Bayer.
Sul traguardo di Bruxelles 80 ciclisti, su 125 partiti dalla medesima località, portarono a termine la competizione.

## Squadre e corridori partecipanti
| N.    | Cod. | Squadra                     |
| ----- | ---- | --------------------------- |
| 1-7   | QST  | Quick-Step Alpha Vinyl Team |
| 11-17 | IWG  | Intermarché-Wanty-Gobert    |
| 21-27 | LTS  | Lotto Soudal                |
| 31-36 | ACT  | AG2R Citroën Team           |
| 41-47 | BOH  | Bora-Hansgrohe              |
| 51-57 | COF  | Cofidis                     |
| 61-67 | GFC  | Groupama-FDJ                |
| 71-76 | IGD  | Ineos Grenadiers            |
| 81-87 | IPT  | Israel-Premier Tech         |
| 91-96 | BEX  | Team BikeExchange-Jayco     |

| N.      | Cod. | Squadra                   |
| ------- | ---- | ------------------------- |
| 101-106 | UAD  | UAE Team Emirates         |
| 111-117 | AFC  | Alpecin-Fenix             |
| 121-127 | BBK  | B&B Hotels-KTM            |
| 131-137 | BWB  | Bingoal Pauwels Sauces WB |
| 141-147 | SVB  | Sport Vlaanderen-Baloise  |
| 151-157 | ARK  | Team Arkéa-Samsic         |
| 161-167 | UXT  | Uno-X Pro Cycling Team    |
| 171-177 | MCT  | Minerva Cycling           |
| 181-187 | TIS  | Tarteletto-Isorex         |

## Ordine d'arrivo (Top 10)
| Pos. | Corridore          | Squadra     | Tempo    |
| ---- | ------------------ | ----------- | -------- |
| 1    | Taco van der Hoorn | Intermarché | 4h45'03" |
| 2    | Thimo Willems      | Minerva     | s.t.     |
| 3    | Tobias Bayer       | Alpecin     | s.t.     |
| 4    | Rune Herregodts    | Sport Vl.   | a 7"     |
| 5    | Gilles De Wilde    | Sport Vl.   | s.t.     |
| 6    | Arjen Livyns       | Bingoal     | s.t.     |
| 7    | Bram Welten        | Groupama    | s.t.     |
| 8    | Gianni Marchand    | Tarteletto  | a 10"    |
| 9    | Bert Van Lerberghe | Quick-Step  | s.t.     |
| 10   | Michael Mørkøv     | Quick-Step  | s.t.     |